# Dr. Nassaulaan 8 (Assen)
Het pand aan de Dr. Nassaulaan 8 in Assen is een monumentaal herenhuis.

## Achtergrond
Het huis aan de Dr. Nassaulaan werd in 1887 gebouwd door Taeke Boonstra in opdracht van Govert van Baalen in een aan de neorenaissance verwante stijl, waarbij invloeden van de chaletstijl zichtbaar zijn. De villa kijkt aan de voorzijde uit op de T-splitsing van de Nassaulaan en het Van der Feltzpark. Burgemeesters Hugo Jozias de Dreu en Popke Pieter Agter hebben het huis bewoond. Tegenwoordig (2014) is er een notariaat gevestigd. Het pand valt binnen het beschermd stadsgezicht van Assen.

## Beschrijving
Het huis is opgetrokken in baksteen en heeft een verdieping onder een met tuiles du nord pannen gedekte zadeldaken, voorzien van dakkapelletjes. De gevels worden onderbroken door speklagen en vensters onder bogen met sluit- en aanzetstenen. Aan de rechterkant van de voorgevel steekt een risaliet uit onder een dwarskap.
Het twee traveeën brede linker deel van de gevel heeft op de begane grond twee vensters onder segmentboog met boogtrommels. De verdiepingsvensters staan onder een liggende ellipsboog, net als op de begane grond voorzien van lineaire stucversieringen in de boogtrommels. Het terugliggende deel aan de linkerkant van het pand is gedekt met zinken schaliën op een uitkragende, afgeknot schilddak. De toegangsdeur boven het een stoepje is niet origineel, het heeft een rechtgesloten bovenlicht onder een liggende ellipsboog.
De 19e-eeuwse opzet van het huis is in 1994 opgenomen in het Monumentenregister, onder meer vanwege de "architectuurhistorische waarde als representatieve vertegenwoordiger van de laat-19e-eeuwse woonhuisarchitectuur voor de gegoede burgerij".